# Paectes elegans
Paectes elegans är en fjärilsart som beskrevs av Heinrich Benno Möschler 1890. Paectes elegans ingår i släktet Paectes och familjen nattflyn. Inga underarter finns listade i Catalogue of Life.